# ディラン・トゥーンス
ディラン・トゥーンス (Dylan Teuns 1992年3月1日 - )はベルギーの自転車競技・ロードレースの選手。フラームス＝ブラバント州のディストに生まれ、現在はリンブルフ州のハレンを拠点としている。

## 主な戦績

### 2014
- ツール・ド・ラヴニール区間1勝（第5）
- ツアー・オブ・ユタ 新人賞
- ツール・ド・ブルターニュ・シクリスト（英語版） 総合2位
  -  新人賞
  - 区間1勝（第3）

### 2015
- クリテリウム・デュ・ドフィネ 区間1勝（第3、チームタイムトライアル）
- ヘル・ファン・ヘット・メルヘラント 3位
- ツール・ド・ベルギー 総合4位

### 2016
- ヘル・ファン・ヘット・メルヘラント 10位

### 2017
- フレッシュ・ワロンヌ 3位
- ツール・ド・ワロニー 総合優勝
  - 区間2勝（第3、5ステージ）
- ツール・ド・ポローニュ 総合優勝
  - 区間1勝（第3ステージ）
- アークティック・レース・オブ・ノルウェー 総合優勝 
  - 区間2勝（第1、4ステージ）

### 2018
- イル・ロンバルディア　3位

### 2019
- クリテリウム・デュ・ドフィネ 区間1勝（第2ステージ）
- ツール・ド・フランス 区間1勝（第6ステージ）

### 2020年
- ブエルタ・ア・アンダルシア　区間優勝（第5ステージ・個人タイムトライアル）

### 2021年
- ツール・ド・フランス 区間優勝（第8ステージ）

### 2022年
- フレッシュ・ワロンヌ 優勝
- ツール・ド・ロマンディ 区間優勝（第1ステージ）

### グランツールの総合成績
| グランツール               | 2016 | 2017 | 2018 | 2019 | 2020 | 2021 |
| -------------------------- | ---- | ---- | ---- | ---- | ---- | ---- |
| ジロ・デ・イタリア         | —    | 75   | —    | —    | —    | —    |
| ツール・ド・フランス       | —    | —    | —    | 44   | —    | 17   |
| ブエルタ・ア・エスパーニャ | 100  | —    | 33   | 12   | —    | —    |